# Arondismentul Angers
Arondismentul Angers (în franceză Arrondissement d'Angers) este un arondisment din departamentul Maine-et-Loire, regiunea Pays de la Loire, Franța.

## Subdiviziuni

### Cantoane
- Cantonul Angers-Centre
- Cantonul Angers-Est
- Cantonul Angers-Nord
- Cantonul Angers-Nord-Est
- Cantonul Angers-Nord-Ouest
- Cantonul Angers-Ouest
- Cantonul Angers-Sud
- Cantonul Angers-Trélazé
- Cantonul Beaufort-en-Vallée
- Cantonul Chalonnes-sur-Loire
- Cantonul Durtal
- Cantonul Le Louroux-Béconnais
- Cantonul Les Ponts-de-Cé
- Cantonul Saint-Georges-sur-Loire
- Cantonul Seiches-sur-le-Loir
- Cantonul Thouarcé
- Cantonul Tiercé

### Comune
| 1. Les Alleuds (49001)              | 2. Andard (49004)                           | 3. Angers (49007)                    | 4. Avrillé (49015)                     |
| 5. Baracé (49017)                   | 6. Bauné (49019)                            | 7. Beaucouzé (49020)                 | 8. Beaufort-en-Vallée (49021)          |
| 9. Beaulieu-sur-Layon (49022)       | 10. Beauvau (49025)                         | 11. Blaison-Gohier (49029)           | 12. La Bohalle (49032)                 |
| 13. Bouchemaine (49035)             | 14. Brain-sur-l'Authion (49042)             | 15. Briollay (49048)                 | 16. Brion (49049)                      |
| 17. Brissac-Quincé (49050)          | 18. Bécon-les-Granits (49026)               | 19. Béhuard (49028)                  | 20. Cantenay-Épinard (49055)           |
| 21. Chalonnes-sur-Loire (49063)     | 22. Champ-sur-Layon (49066)                 | 23. Champtocé-sur-Loire (49068)      | 24. Chanzeaux (49071)                  |
| 25. La Chapelle-Saint-Laud (49076)  | 26. Charcé-Saint-Ellier-sur-Aubance (49078) | 27. Chaudefonds-sur-Layon (49082)    | 28. Chaumont-d'Anjou (49084)           |
| 29. Chavagnes (49086)               | 30. Cheffes (49090)                         | 31. Cornillé-les-Caves (49107)       | 32. La Cornuaille (49108)              |
| 33. Corné (49106)                   | 34. Corzé (49110)                           | 35. La Daguenière (49117)            | 36. Daumeray (49119)                   |
| 37. Denée (49120)                   | 38. Durtal (49127)                          | 39. Faveraye-Mâchelles (49133)       | 40. Faye-d'Anjou (49134)               |
| 41. Feneu (49135)                   | 42. Fontaine-Guérin (49138)                 | 43. Fontaine-Milon (49139)           | 44. Gée (49147)                        |
| 45. Huillé (49159)                  | 46. Ingrandes (49160)                       | 47. Jarzé (49163)                    | 48. Juigné-sur-Loire (49167)           |
| 49. Le Louroux-Béconnais (49183)    | 50. Luigné (49186)                          | 51. Lué-en-Baugeois (49185)          | 52. Lézigné (49174)                    |
| 53. Marcé (49188)                   | 54. Mazé (49194)                            | 55. La Meignanne (49196)             | 56. La Membrolle-sur-Longuenée (49200) |
| 57. Montigné-lès-Rairies (49209)    | 58. Montreuil-Juigné (49214)                | 59. Montreuil-sur-Loir (49216)       | 60. Morannes (49220)                   |
| 61. Mozé-sur-Louet (49222)          | 62. La Ménitré (49201)                      | 63. Mûrs-Erigné (49223)              | 64. Notre-Dame-d'Allençon (49227)      |
| 65. Pellouailles-les-Vignes (49238) | 66. Le Plessis-Grammoire (49241)            | 67. Le Plessis-Macé (49242)          | 68. Les Ponts-de-Cé (49246)            |
| 69. La Possonnière (49247)          | 70. Rablay-sur-Layon (49256)                | 71. Les Rairies (49257)              | 72. Rochefort-sur-Loire (49259)        |
| 73. Saint-Aubin-de-Luigné (49265)   | 74. Saint-Augustin-des-Bois (49266)         | 75. Saint-Barthélemy-d'Anjou (49267) | 76. Saint-Clément-de-la-Place (49271)  |
| 77. Saint-Georges-du-Bois (49280)   | 78. Saint-Georges-sur-Loire (49283)         | 79. Saint-Germain-des-Prés (49284)   | 80. Saint-Jean-de-Linières (49289)     |
| 81. Saint-Jean-de-la-Croix (49288)  | 82. Saint-Jean-des-Mauvrets (49290)         | 83. Saint-Lambert-du-Lattay (49292)  | 84. Saint-Lambert-la-Potherie (49294)  |
| 85. Saint-Léger-des-Bois (49298)    | 86. Saint-Martin-du-Fouilloux (49306)       | 87. Saint-Mathurin-sur-Loire (49307) | 88. Saint-Melaine-sur-Aubance (49308)  |
| 89. Saint-Rémy-la-Varenne (49317)   | 90. Saint-Saturnin-sur-Loire (49318)        | 91. Saint-Sigismond (49321)          | 92. Saint-Sulpice (49322)              |
| 93. Saint-Sylvain-d'Anjou (49323)   | 94. Sainte-Gemmes-sur-Loire (49278)         | 95. Sarrigné (49326)                 | 96. Saulgé-l'Hôpital (49327)           |
| 97. Savennières (49329)             | 98. Seiches-sur-le-Loir (49333)             | 99. Sermaise (49334)                 | 100. Soucelles (49337)                 |
| 101. Soulaines-sur-Aubance (49338)  | 102. Soulaire-et-Bourg (49339)              | 103. Thouarcé (49345)                | 104. Tiercé (49347)                    |
| 105. Trélazé (49353)                | 106. Valanjou (49153)                       | 107. Vauchrétien (49363)             | 108. Villemoisan (49376)               |
| 109. Villevêque (49377)             | 110. Écouflant (49129)                      | 111. Écuillé (49130)                 | 112. Étriché (49132)                   |